# 346P/Catalina
Pour les articles homonymes, voir Comète Catalina.
346P/Catalina est une comète périodique découverte le 13 octobre 2007 par le système de relevé astronomique Catalina Sky Survey.
Ayant l'apparence d'un astéroïde, la nature cométaire de l'objet est révélée par des observations effectuées par James Whitney Young à l'observatoire de Table Mountain.
Krisztián Sárneczky et P. Szekely retrouvent la comète le 1er septembre 2016 depuis l'observatoire Konkoly. Sa période orbitale est de 9,44 ans.